# Magnus Stenbock (Feldmarschall)

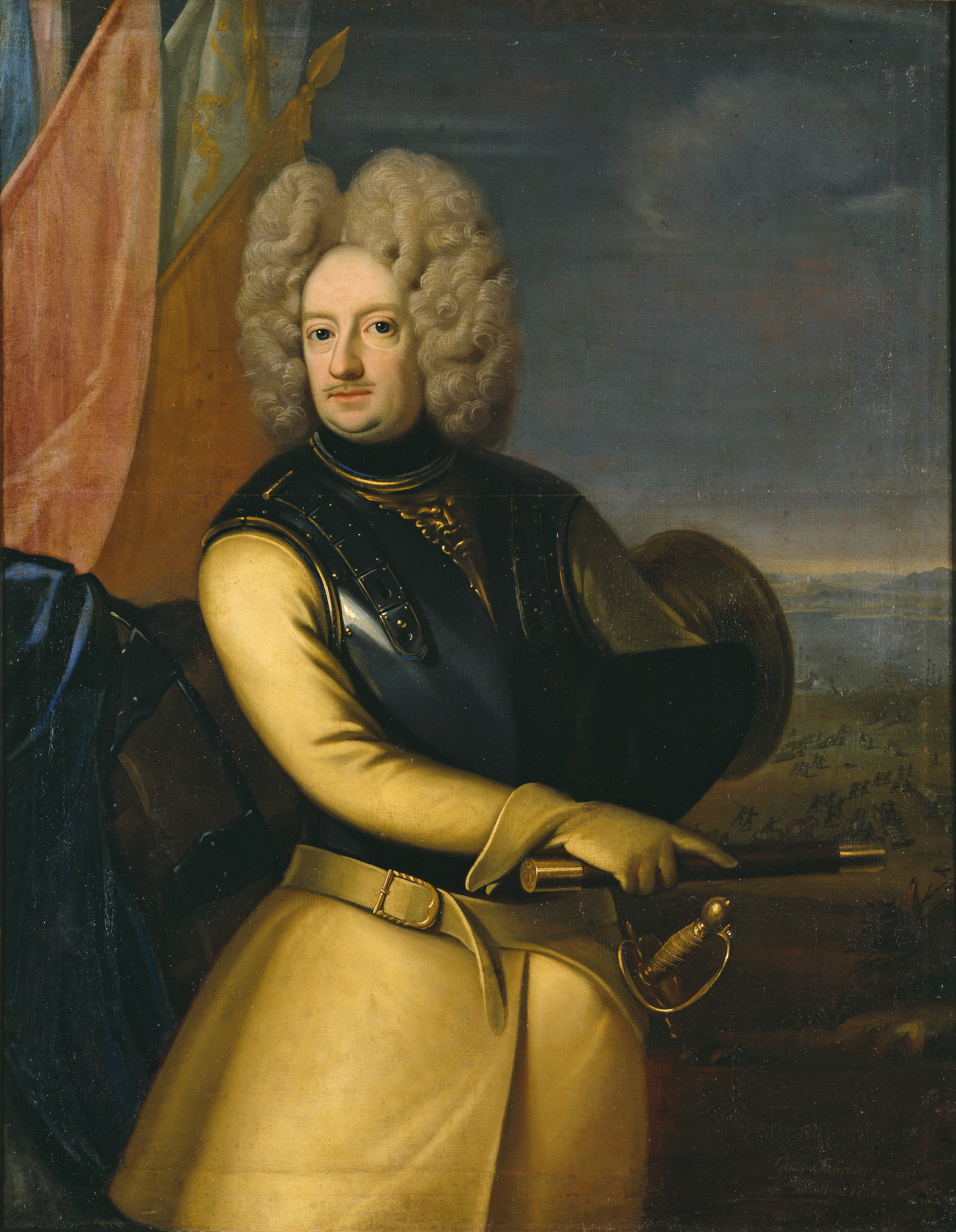
Magnus Stenbock mit Marschallstab

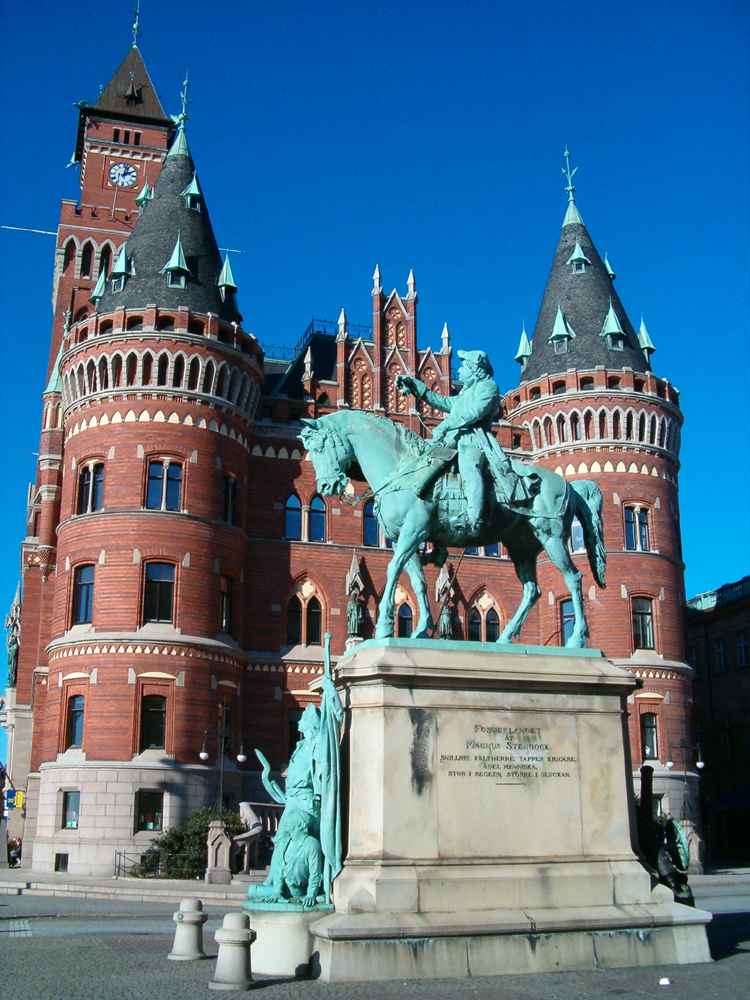
Reiterstandbild Magnus Stenbocks in Helsingborg

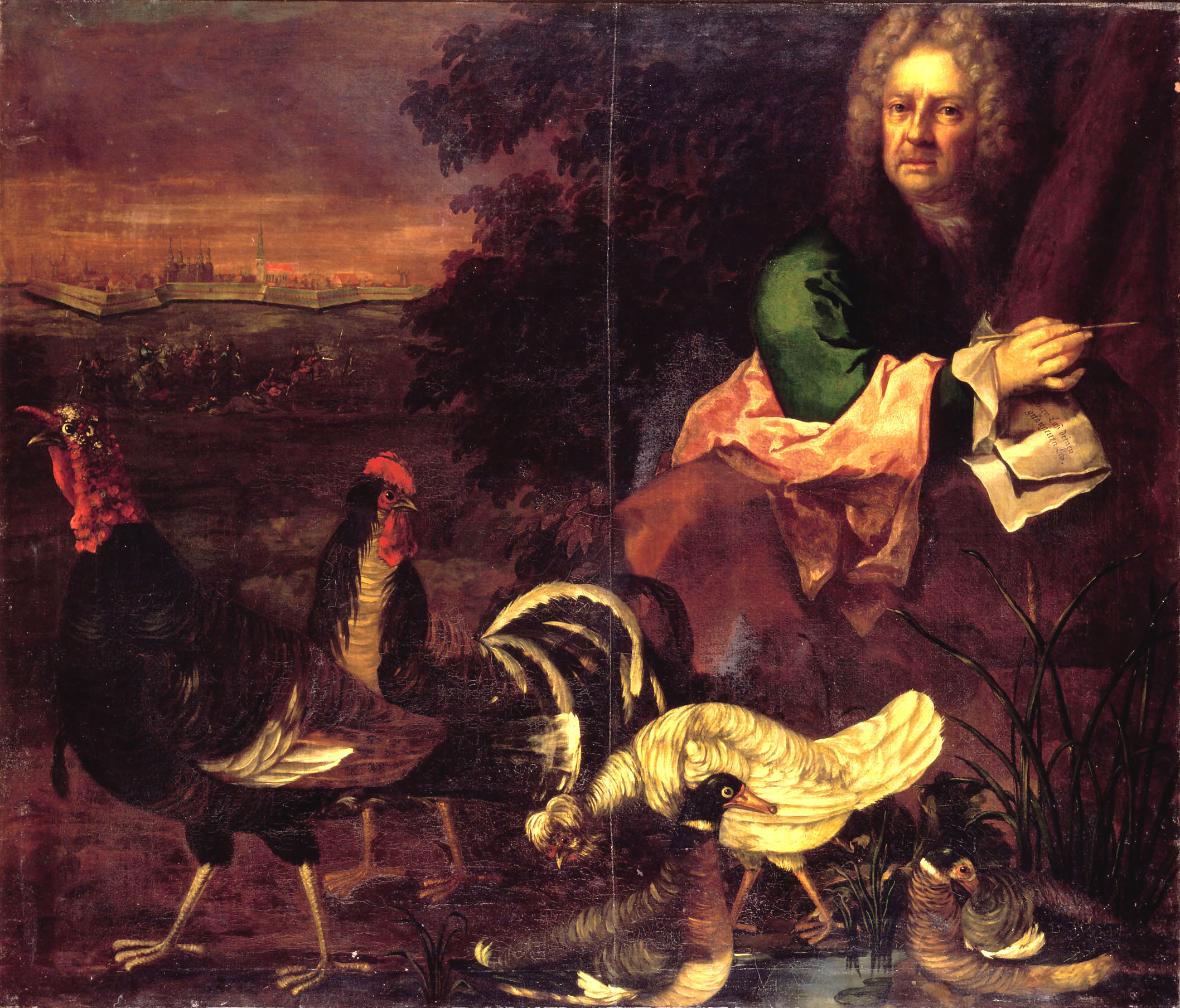
Magnus Stenbock: Selbstporträt (nicht vor 1713) vor der Festung Tönning, entstanden in dänischer Festungshaft (Rosenborg, Kopenhagen)

Graf Magnus Gustafsson Stenbock (* 12. Maijul. / 22. Mai 1665greg. in Stockholm; † 12. Februarjul. / 23. Februar 1717greg. in Kopenhagen) war ein schwedischer Feldmarschall in der Zeit des Großen Nordischen Krieges.

## Leben und Wirken
Magnus Stenbock war der Sohn des letzten schwedischen Reichsadmirals Gustaf Otto Stenbock († 1685). Er studierte an der Universität Uppsala und in Paris, bevor er sich für die militärische Laufbahn entschied und einige Zeit in niederländischen Diensten war. Nach seiner Rückkehr nach Schweden wurde er Major der Armee und diente den Schweden in den Niederlanden und am Rhein. In der Schlacht bei Fleurus (1690) zeichnete er sich durch Mut und Können aus. Im Pfälzischen Erbfolgekrieg wurde er nicht nur militärisch, sondern auch in diplomatischen Missionen eingesetzt.
Bald darauf führte er sein Regiment als Oberst zum Sieg in der Schlacht bei Narva und zeichnete sich in Dünamünde, Klissow und der Schlacht bei Krakau weiter aus. 1703 ging er aus der Schlacht bei Pultusk als Sieger hervor und wurde drei Jahre später, inzwischen zum General der Infanterie befördert, zum Generalgouverneur von Schonen ernannt, das er in der Schlacht bei Helsingborg gegen die Dänen verteidigte. 1711 erhielt Stenbock das Ehrenamt des Kanzlers der Universität Lund. 1712 wurde er Feldmarschall und marschierte zum Pommernfeldzug mit einer 9.000 Mann starken Truppe nach Mecklenburg ein, um die schwedischen Interessen auf dem Festland, insbesondere in Schwedisch-Pommern zu verteidigen und den besonders wichtigen Brückenkopf Stralsund zu schützen.
Im Dezember 1712 gewann Stenbock die Schlacht bei Gadebusch in Westmecklenburg und zog über Altona, das er am 8. und 9. Januar 1713 als Vergeltung für den vorherigen dänischen Angriff auf das damals schwedische Stade niederbrennen ließ, weiter in die Herzogtümer Schleswig und Holstein. In der zu Schleswig-Holstein-Gottorf gehörenden Festung Tönning wurde er im Februar 1713 mit 11.000 Mann von einer Übermacht dänischer, russischer und sächsischer Truppen eingeschlossen und kapitulierte nach drei Monaten Belagerung am 16. Mai. Er wurde nach Kopenhagen in Verwahrung gebracht. Ein Angebot zur Flucht ignorierte er.
In den Jahren seiner Festungshaft in Kopenhagen betätigte sich Stenbock als Maler, vollbrachte indes auch ein erstaunliches Werk auf einem ganz anderen Gebiet, und zwar dem der Handwerkskunst. Er meißelte aus dem Stoßzahn eines Narwals eine außerordentlich filigrane Schmuckkette, deren Herstellung bis heute nicht restlos geklärt ist: die winzigen Glieder der Kette weisen unter dem Mikroskop keine Naht auf. Das Kleinod, bestehend aus 4802 kleinen Ringen, die zum Teil nur 3 × 0,25 Millimeter messen, ist 96 Zentimeter lang und wiegt 17,5 Gramm. Kunsthistorische Recherchen haben weitere, etwas weniger kunstvolle Kleinodien ähnlicher Machart in verschiedenen Sammlungen und Museen ermittelt, deren Herkunft nunmehr überprüft wird.
Magnus Stenbock starb am 23. Februar 1717 in Kopenhagen und wurde im Dom zu Uppsala begraben. 1901 wurde ihm in Helsingborg ein Reiterstandbild errichtet.